# Otto Haslund
Otto Carl Bentzon Haslund, född 4 november 1842, död 30 augusti 1917, var en dansk målare. Han var bror till Alexander Haslund.

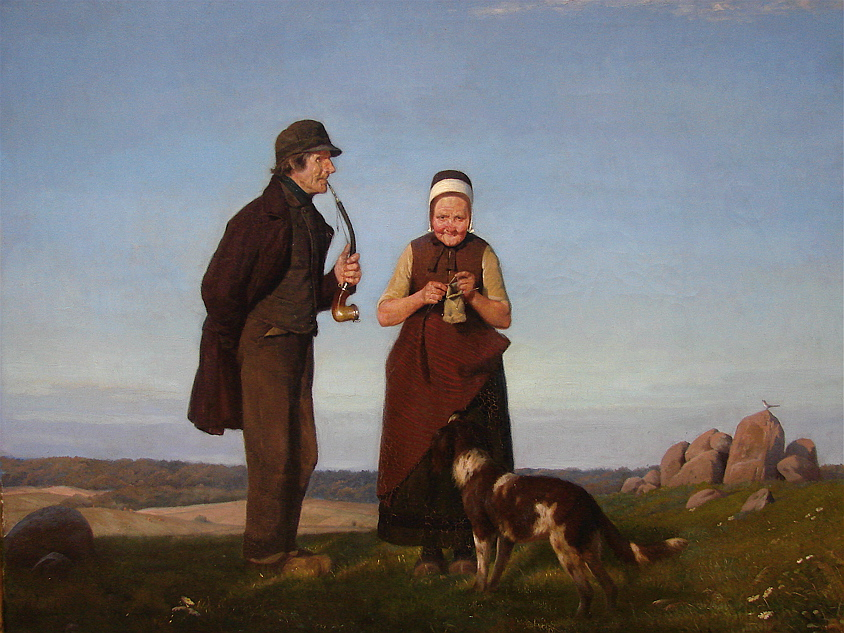
Två gamla en söndag, på Ny Carlsberg Glyptotek.

Haslund framträdde tidigast som djurmålare, övergick sedan till genre- och porträttmålare, bland annat med ett porträtt av målaren Janus la Cour. Hans genrebilder äger äkta och naiv känsla. I sin fina ljus- och färgbehandling följer han traditionen från äldre dansk konst. Haslund är representerad vid bland annat Nationalmuseum i Stockholm.

## Utmärkelser
- Thorvaldsenmedaljen,  1887[7]
- Riddare av Dannebrogorden,  1892
- Dannebrogsmännens hederstecken,  1902
- Kommendör av Dannebrogorden,  1906

[Redigera Wikidata]